# Odaenathus
Lucius Septimius Odaenathus of Odenathus (?-267 was koning van Palmyra (ca. 260-267). 
Nadat het koninkrijk Palmyra onder Septimius Severus de status van Romeinse kolonie had verkregen, kwam een vorstenhuis aan de macht dat een sterke bondgenoot was van het Romeinse Rijk. De koningen werden door de keizer van Rome benoemd, en de naam Septimius die geplaatst werd voor de Aramese koningsnaam symboliseert de band met de Romeinse keizers. Zo kreeg Palmyra achtereenvolgens de koningen Septimius Nasor I, Septimius Nasor II, Septimius Vaballath, Septimius Hairan en Septimius Odaenathus.
Na de gevangenneming in 260 van Valerianus I door koning Shapur I van Perzië werden de Perzen verslagen door de prefect van de pretoriaanse garde, Balista. Odaenathus nu bewees de Romeinse keizer Gallienus, zoon van Valerianus, een enorme dienst door de Perzen op hun terugtocht een tweede nederlaag toe te brengen en hen uit het Romeinse gebied te verdrijven. Tegelijkertijd slaagde hij erin Mesopotamië voor Rome in te lijven. In 261 versloeg hij de usurpator Quietus en beëindigde daarmee de Romeinse opstand in Emesa (die werd geleid door legercommandant Macrianus Maior met dezelfde prefect Balista en waar Macrianus' twee zonen, Macrianus Minor en Quietus tot medekeizers waren uitgeroepen). 
Als dank kende Gallienus de titel Dux Romanorum "Leider van de Romeinen" en Corrector totius orientus "Gouverneur van het hele Oosten" toe aan Odaenathus. Deze gaf zichzelf de titel malik an malik ("koning der koningen"). In 263 stond Odaenathus voor de muren  van  Ctesiphon, een tweede invasie in 266 moest hij afbreken om een Gotische invasie in Klein-Azië te voorkomen. Tijdens deze actie kwamen hij en zijn oudste zoon Herodianus om het leven. Het is mogelijk dat Odaenathus tweede vrouw, Zenobia, hiervoor verantwoordelijk was, maar men sluit niet uit dat het op orders van keizer Gallienus gebeurde die de groeiende macht van de koning van Palmyra als een directe bedreiging zag.
Odaenathus werd opgevolgd door deze vrouw, Zenobia, als regent voor haar minderjarige zoon Vabalathus.
- Gemeinsame Normdatei: 1147213089
- Virtual International Authority File: 7085151248006044270004